# Puxi

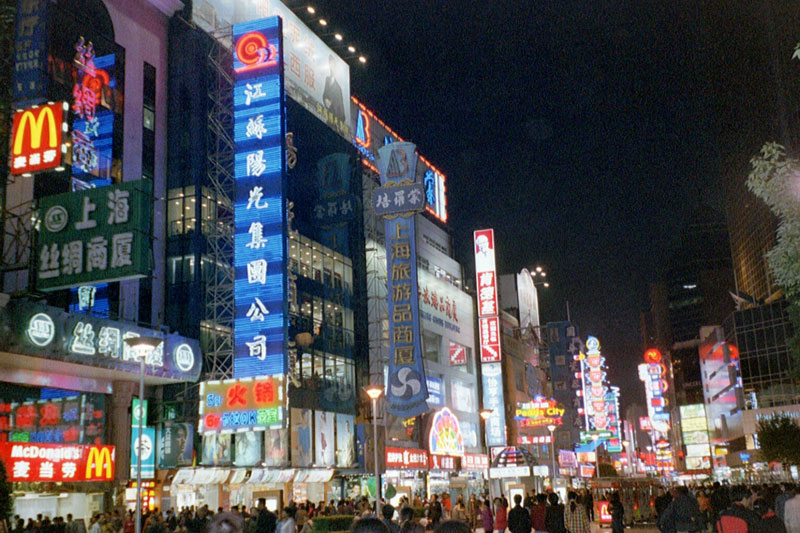
Avenida de Nanjing, no distrito de Puxi.

Puxi (Chinês: 浦西|Pinyin:Pǔxī) corresponde à maior parte da cidade e município de Xangai, na República Popular da China, onde se concentram 90% dos residentes de Xangai. Puxi significa literalmente ‘’Huangpu Ocidental’’ ou "Oeste do Huangpu" Puxi está separada de Pudong, à leste, pelo Rio Huangpu. Apesar de Pudong ser o distrito financeiro, Puxi continua a ser o centro cultural, residencial e comercial de Xangai.

## Cultura e entretenimento
Apesar dos esforços para promover Pudong, Puxi permanece como centro da cultura e entretenimento de Xangai. Os dois maiores shoppings, Huaihai Zhong Lu e Xujiahui, as maiores ruas como Maoming Lu e Julu Lu, e centros culturais como The Bund, o Shanghai Grand Theatre, e o Museu de Xangai estão localizados em Puxi.

## Transporte
O antigo aeroporto de Xangai, Aeroporto Internacional de Xangai Hongqiao, está localizado em Puxi. Todos os vôos internacionais, incluindo vôos regionais para Hong Kong e Macau, foram transferidos para o Aeroporto Internacional de Pudong - Xangai aberto em 1999. Em outubro de 2007, alguns vôos internacionais começarão a ser realizados em Hongqiao.
Pudong e Puxi são conectados por alguns túneis, cinco grandes pontes, e pela linha 2 do metrô.
A Shanghai Railway Station também está localizada em Puxi.